# Leopold Ernst

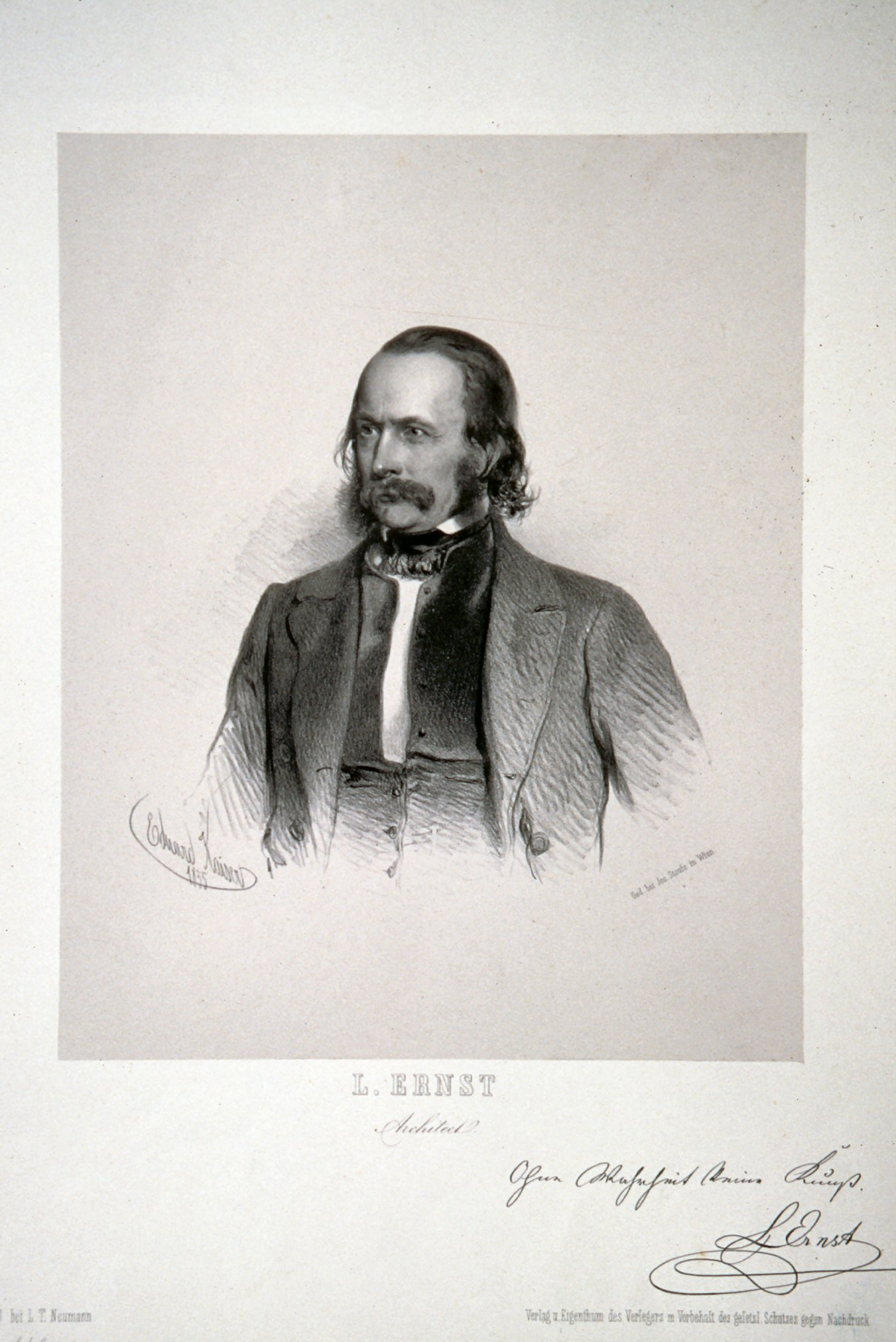
Leopold Ernst, Lithographie von Eduard Kaiser, 1855

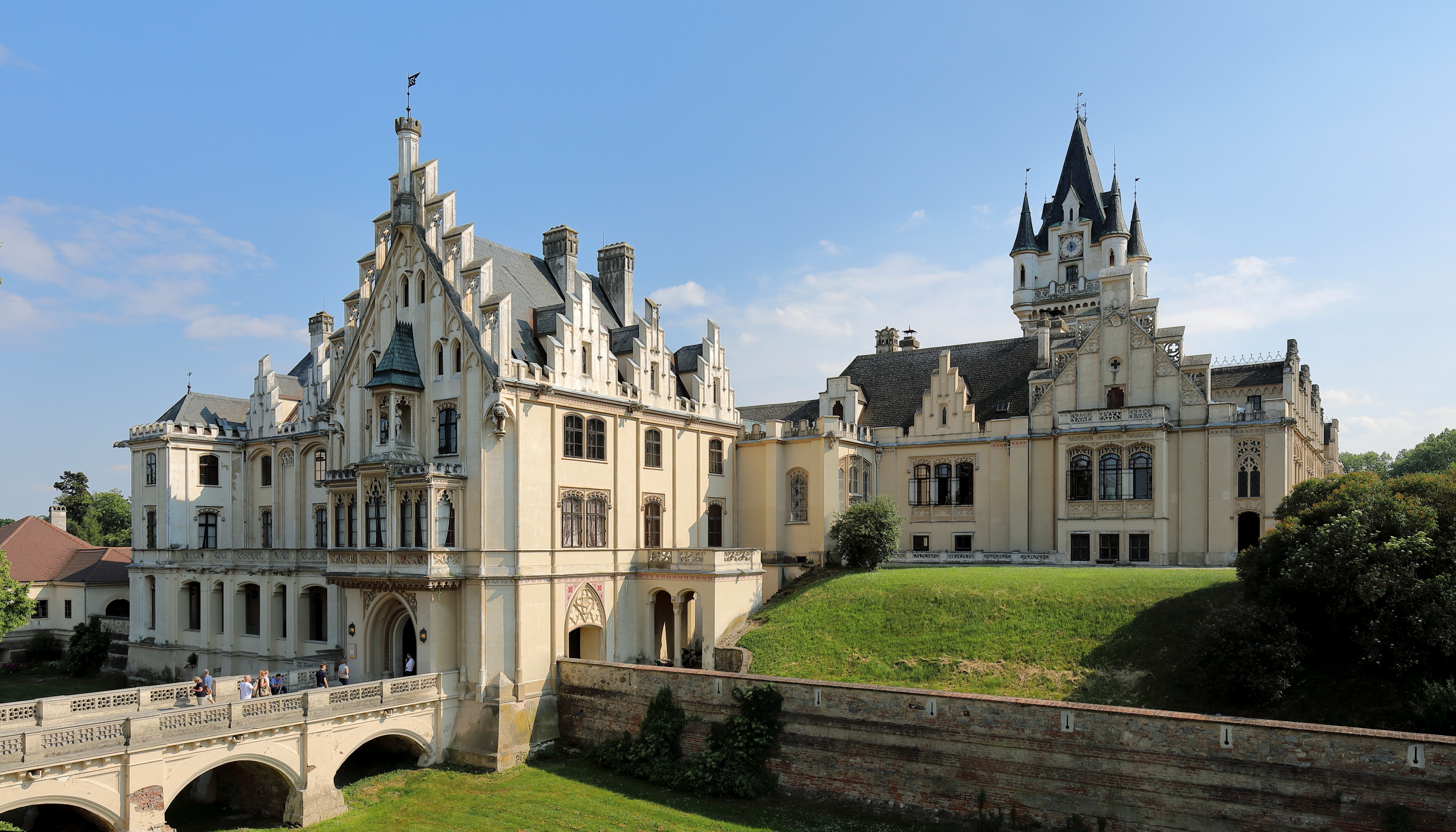
Schloss Grafenegg

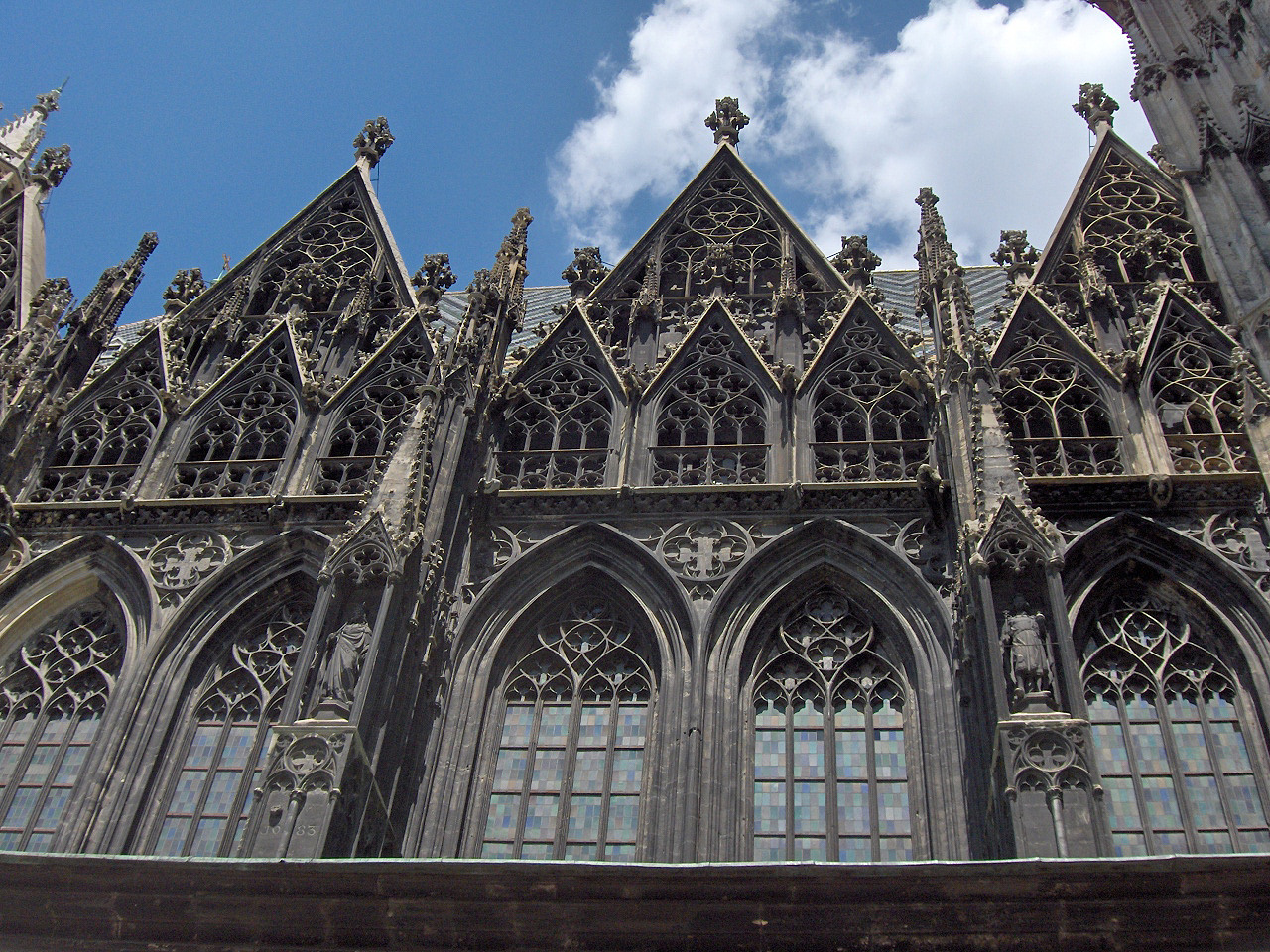
Wien, Stephansdom, die von Ernst errichtete Giebelreihe der Südseite

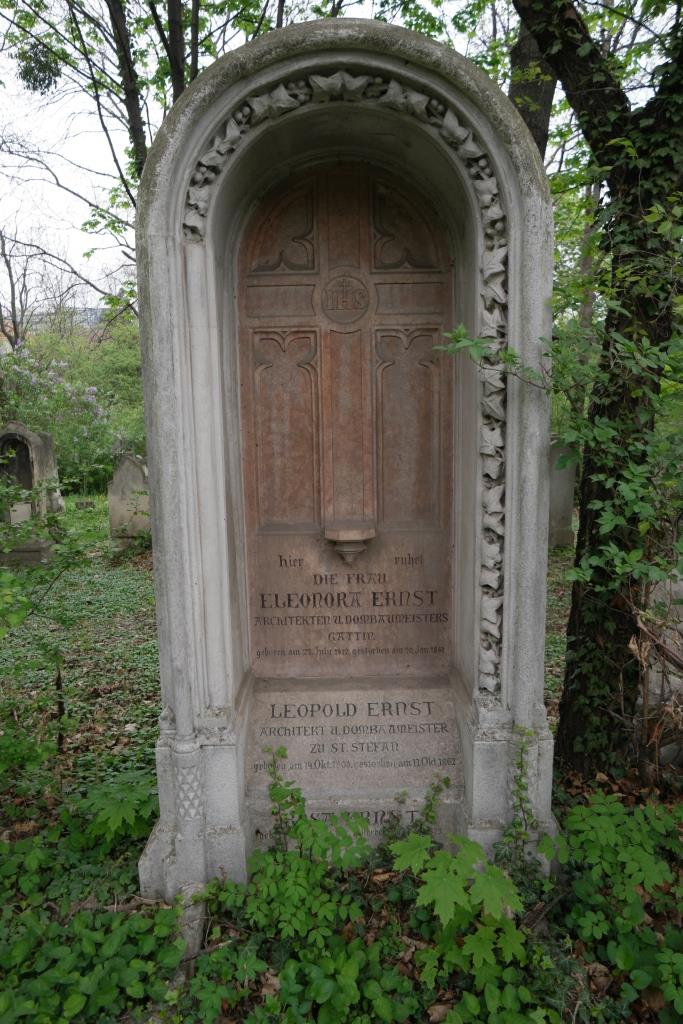
Grabmal von Leopold Ernst auf dem Friedhof St. Marx in Wien

Leopold Ernst (* 14. Oktober 1808 in Wien; † 17. Oktober 1862 ebenda) war ein österreichischer Architekt.
Leopold Ernst war ein Schüler Peter von Nobiles. Er gestaltete das Niederösterreichische Landhaus in der Wiener Herrengasse und ab 1840 das Schloss Grafenegg neu und errichtete von 1834 bis 1838 den Turmausbau der Pfarrkirche Großweikersdorf.
1852 führte Leopold Ernst im Auftrag von Fürst Alois II. von Liechtenstein die Restaurierung der südwestlichen Langhauskapelle des Wiener Stephansdoms durch, was zugleich die Wiederherstellungen am Domlanghaus einleitete. Am 31. Mai 1853 wurde dem im gotischen Baustyle bewährten Architekten und Ingenieur des k.k. Handelsmnisteriums Leopold Ernst der Auftrag zur Errichtung der Giebelfolge des Domlanghauses erteilt, von der im Mittelalter nur der südwestliche, der sogenannte „Friedrichsgiebel“, zur Ausführung gekommen war. Unter seiner Leitung entstanden 1854 die reich mit Maßwerk ausgestatteten Giebel der Südseite und 1855 die der Nordseite. Am 14. Juni 1857 wurde Ernst offiziell zum Dombaumeister ernannt. Seine wichtigste Aufgabe wurde die Sanierung des Südturms, dessen Wiederherstellung 1839–1842 durch Paul Sprenger sich als unhaltbar erwiesen hatte und dessen Turmhelm 1860 abgetragen wurde. Bei seinem Tod 1862 in Wien setzte zunächst sein Sohn Hugo Ernst (1840–1930) die am Stephansturm begonnenen Wiederherstellungsarbeiten fort, die dann 1864 bereits unter Friedrich von Schmidt ihren Abschluss fanden.
Leopold Ernsts Tochter Therese († 1928) heiratete den Architekten Friedrich Schachner. Zu ihren fünf Töchtern gehörte die Malerin Therese Schachner.
1894 wurde im Wiener Bezirk Hernals die Leopold-Ernst-Gasse nach ihm benannt.